# Col du Parpaillon
Pour les articles homonymes, voir Parpaillon.
Le col du Parpaillon est un col des Alpes du Sud, dans le massif du Parpaillon, entre les Alpes-de-Haute-Provence et les Hautes-Alpes. La construction d'une route, passant en tunnel sous ce col, a permis de relier la vallée de l'Ubaye à l'Embrunais.

## Toponyme
Le sens de ce toponyme serait « papillon », de l'occitan parpalhon (voir le piémontais parpajon).

## Géographie
La route reliant Crévoux (Hautes-Alpes) à la Condamine-Châtelard (Alpes-de-Haute-Provence) passe par un tunnel situé à l'aplomb du col, entre 2 643 et 2 637 mètres d'altitude. Le tunnel, voûté et long de 520 mètres, a permis d'éviter la construction d'une route franchissant le col à 2 783 mètres d'altitude.

## Histoire
La route du Parpaillon a longtemps été considérée comme d'importance stratégique. De 1692 à 1694, Catinat fit établir, par le général d'Usson, un chemin praticable à l'artillerie. La route actuelle, passant par le tunnel, a été construite par le génie militaire entre 1891 et 1900, afin d'assurer une liaison vers l'arrière pour le fort de Tournoux situé en haute Ubaye.
Lors de la Seconde Guerre mondiale, 500 républicains espagnols réfugiés en France en 1939 furent réquisitionnés pour participer à la rénovation de la route. Au bord de la route côté Crévoux on trouve encore une « cabane des Espagnols » datant de cette époque.
Depuis le 12 juillet 2024, la traversée du tunnel est interdite en raison d'un éboulement qui obstrue partiellement son entrée côté sud-est. De plus, le tunnel présente un risque d'effondrement.

## Route

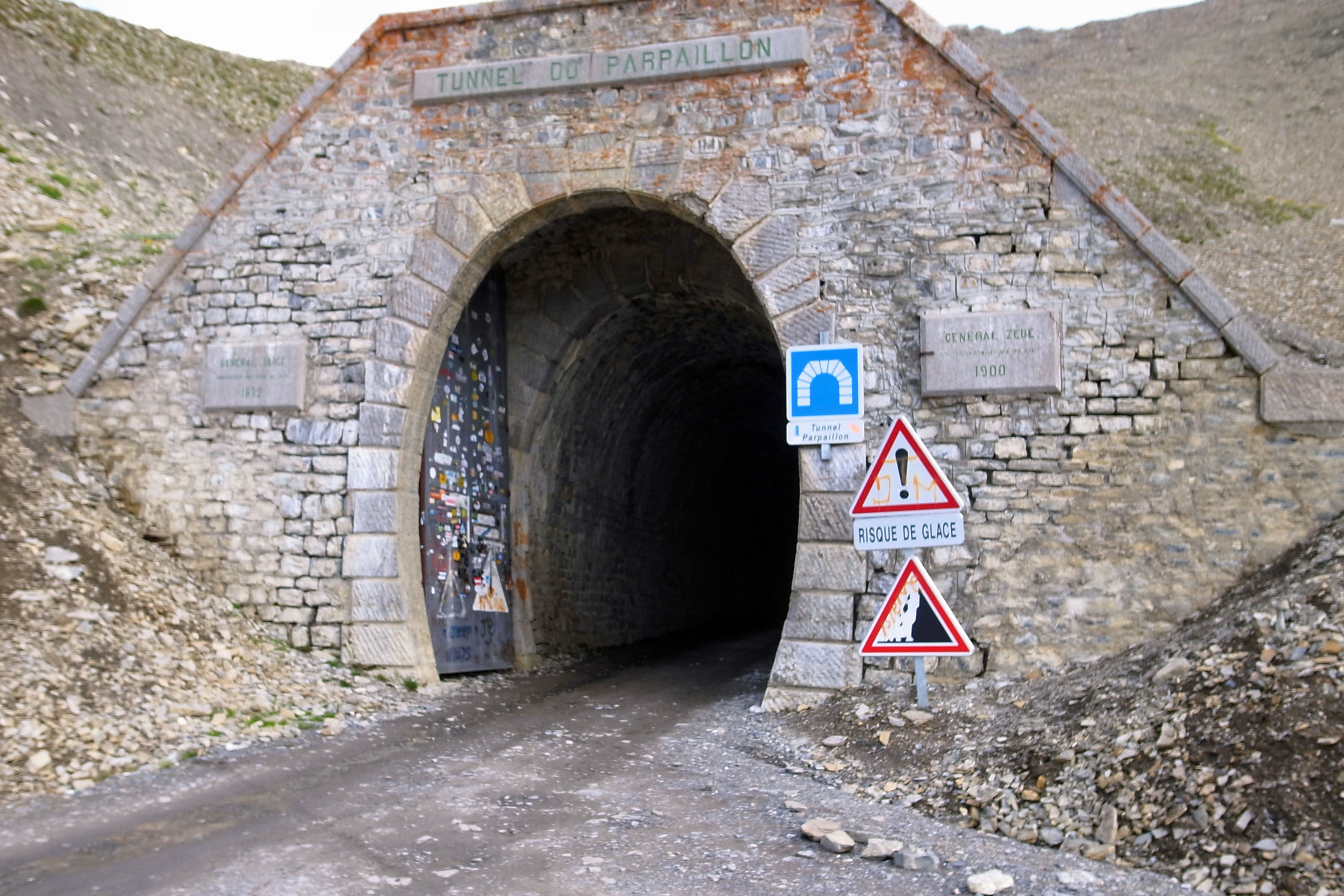
L'entrée nord du tunnel sous le col.

La route est non goudronnée dans sa partie haute et non déneigée en hiver. Depuis le sud, elle est longue de 18 km jusqu'au tunnel, avec 1 355 m de dénivelé (pente moyenne de 7,9 %). Côté nord, elle fait 30 km à partir du hameau de Chalp ; le dénivelé est de 1 840 m et la pente moyenne de 7 %. Considérée à son inauguration comme la plus haute route d'Europe, elle est ouverte, à certaines dates, à la circulation automobile (de préférence avec véhicule tout terrain). Elle est aujourd'hui principalement fréquentée par les cyclotouristes (vélo de gravel recommandé), mais l'interdiction de passage dans le tunnel limite son intérêt.

## Dans la culture
Luc Moullet a réalisé en 1992 le film Parpaillon, qui met en scène les aventures d'un groupe de cyclistes lors de l'ascension du col du Parpaillon.